# 二重溪 (桃園市)
二重溪，是臺灣桃園市楊梅區的一個傳統地域名稱，位於該區中部偏東南。相較今日行政區，其範圍包括大同里南半部、中山里、裕新里、三民里不含北端、裕成里、金溪里不含東北半部及最南端。

## 歷史
台灣清治末期至日治初期，二重溪地區為一街庄，稱為「二重溪庄」，隸屬於竹北二堡。該庄輪廓略呈東北－西南走向的梭形，東北側由北至南分別與大金山下庄、頭重溪庄、矮坪仔庄為鄰，西南側由南至北分別為老坑庄、楊梅壢庄。
1901年（日治明治三十四年）11月，全台設置二十廳，該庄隸屬於桃仔園廳。1903年（明治三十六年），改名桃園廳。1909年（明治四十二年）10月，合併二十廳為十二廳，該庄隸屬不變。1920年（大正九年），廢十二廳改設五州二廳，該庄改制為「二重溪」大字，隸屬於新竹州中壢郡楊梅庄。1941年，楊梅庄升格為楊梅街。
戰後楊梅街改制為楊梅鎮，隸屬於新竹縣，大字亦改制為里。1948年，頭重溪、二重溪、大金山下合併為梅溪里。1950年桃、竹、苗分治，楊梅鎮改隸屬於桃園縣。2010年8月，楊梅鎮因人口達15萬而改制為楊梅市。2014年12月，桃園縣升格為直轄桃園市，楊梅市改制為楊梅區。
因人口增加，梅溪里已拆分為多個里。由於拆分時並未充分考量原有的大字邊界，如今各里邊界與昔日三個大字邊界並無明顯而易於辨識的對應關係。

## 交通
台鐵縱貫線大致以橫向經過二重溪地區北端，境內未設站，但楊梅車站即在西側不遠處。該站屬三等站，停靠部分自強號、莒光號班次及全部區間車。
國道1號又稱「中山高速公路」，是台灣西部兩條縱向高速公路之一，大致以東北－西南走向轉東北東－西南西走向經過本地區中部，境內未設交流道，最近的位於東鄰大金山下地區省道台1線交會處的楊梅交流道，由此進入可快速前往台灣南北各地。
省道台1線又稱「縱貫公路」，是台北至屏東楓港的傳統幹道，大致以橫向經過本地區中北部，向東可前往中壢、桃園、龜山、新莊等地，向西可前往楊梅市區、新豐、竹北、新竹等地。

## 學校
- 楊明國中
- 大同國小